# 合水塔
合水塔，位于中国广东省河源市连平县忠信镇柘陂村，为河源市连平县的一个县级文物保护单位，类型为古建筑，公布时间为1985年4月。
合水塔的历史年代为明代。